# Immagine corporea
L'immagine corporea è un costrutto complesso, spesso utilizzato in ambito clinico, psicologico e di ricerca neuroscientifica per descrivere l'immagine cosciente del proprio corpo.
Il termine “immagine corporea” venne introdotto ufficialmente da Paul Schilder, psichiatra e psicoanalista austriaco, che dedicò parte della sua attività di ricerca proprio al tema dell'immagine corporea. La sua definizione di immagine corporea, che si trova nella sua opera The Image and Appearance of the Human Body del 1935, resta ancora la definizione più ampiamente citata nella letteratura scientifica. Secondo Schilder "l'immagine corporea è l'immagine del nostro stesso corpo che formiamo nella nostra mente, vale a dire il modo in cui il corpo appare a noi stessi”. In ambito clinico e di ricerca con il termine “immagine corporea” ci si riferisce quindi, principalmente, ad una rappresentazione mentale cosciente del proprio corpo, che coinvolge emozioni, sentimenti, atteggiamenti e pensieri collegati alla percezione globale del corpo.

## Schema corporeo
Insieme al concetto di immagine corporea si sente spesso parlare di schema corporeo. Il termine "schema corporeo" venne introdotto da Pierre Bonnier e successivamente elaborato da Head e Holmes per descrivere una rappresentazione mentale inconscia del proprio corpo. Nel corso di tutto il '900 il concetto di schema corporeo è stato declinato in diversi modi e ha assunto significati leggermente differenti a seconda delle diverse discipline, alimentando una confusione terminologica. Attualmente una proposta di definizione arriva dalle neuroscienze. Keizer e colleghi (2013) hanno suggerito la seguente definizione: “[lo schema corporeo è] una rappresentazione mentale inconscia, sensomotoria, del corpo che viene richiamata durante l'azione. Più recentemente quindi si fa riferimento allo schema corporeo come ad una rappresentazione fluida del corpo che è fondamentale sia in processi sensoriali che motori e che è fondamentale nell'utilizzo degli oggetti.
Alla luce dei recenti sviluppi scientifici riguardanti l'integrazione multisensoriale delle sensazioni corporee, ridurre le rappresentazioni mentali del corpo a quelle di immagine corporea e di schema corpore semplicistica e probabilmente non più determinante per comprendere come il cervello crea l'esperienza di "essere un corpo".

## Le 4 componenti dell'immagine corporea
Quando si parla di immagine corporea si fa riferimento ad un costrutto complesso e multisfaccettato che non può essere semplificato nella semplice visione del nostro corpo allo specchio. Nella letteratura scientifica c'è largo consenso sul fatto che l'immagine corporea sia composta da diverse componenti che interagiscono tra di loro continuamente. L'immagine corporea viene concepita quindi come un costrutto multidimensionale formato dall'interazione di quattro diverse componenti: la componente cognitiva, affettiva, comportamentale e percettiva.
- Cognitiva: fa riferimento a pensieri e credenze sul proprio corpo e sulla sua forma e dimensione. Contempla anche di una rappresentazione mentale cosciente del proprio corpo[9]
- Affettiva: fa riferimenti ai sentimenti e atteggiamenti verso il nostro corpo (es. soddisfazione/insoddisfazione corporea).
- Comportamentale: azioni che le persone eseguono per controllare, modificare o nascondere le parti del proprio corpo.
- Percettiva: come viene percepito il proprio corpo; include le sensazioni propriocettive, interocettive, tattili e visive del proprio corpo[10]

Tutte queste componenti interagisco tra loro, insieme alle nostre memorie corporee, per costruire l'immagine del nostro corpo momento dopo momento.

## Disturbi nell'immagine corporea
In ambito clinico, sono diversi i disturbi psichiatrici e neurologici che si manifestano anche con un disturbo nella corporeità. Disturbi nell'immagine corporea e nella percezione del proprio corpo sono presenti in disturbi psichiatrici quali:
- anoressia nervosa
- bulimia nervosa
- disturbo da alimentazione incontrollata
- schizofrenia
- disturbo da dismorfismo corporeo
- disforia dell'integrità corporea (non inclusa nel DSM-5 ).
- sindrome di Cotard

I disturbi nella percezione del proprio corpo sono comuni nei disturbi alimentari. In particolare nell'anoressia nervosa ma anche in altri disturbi alimentari. Sono indicati in letteratura scientifica con diversi termini tra cui "disturbo dell'immagine corporea".
Disturbi nell'immagine corporea sono presenti anche in condizioni neurologiche tra cui:
- Somatoparafrenia
- Negligenza spaziale unilaterale
- Sindrome di Alice nel Paese delle Meraviglie